# Mandatourtoukhoutsessi
Le mandatourtoukhoutsessi (en géorgien : მანდატურთუხუცესი) est le superviseur en chef de la cour royale de Géorgie, chargé de la garde royale et des affaires de protocole. Le mandatourtoukhoutsessi est aidé par l'Amiredjibi et un Mandatourt et porte un sceptre (arghani) offert par le roi. L'officiel est responsable d'organiser les cérémonies d'État, telles que les couronnements, et reçoit les ambassadeurs étrangers.

## Liste des mandatourtoukhoutsessi
- Jean III Vardanisdzé
- Jean Ier Orbeli
- Soumbat Ier Orbeli (mentionné en 1155)
- 1160-1178 : Jean II Orbeli
- 1178-1184 : Koubassar
- 1185-1195 : Tchiaberi
- 1195-1202/1203 : Zacharie II Mkhargrdzeli
- 1202/1203-1215 : Chalva Toreli d'Akhaltsikhé
- 1223-1261/1262 : Chanché Mkhargrdzeli
- 1262-1268 : Avag-Serge Mkhargrdzeli
- 1268-1285 : Jean II Mkhargrdzeli
- 1285-1306 : Beka Ier Djaqeli
- 1306-1334 : Serge II Djaqeli